# Richmond Hill (London)

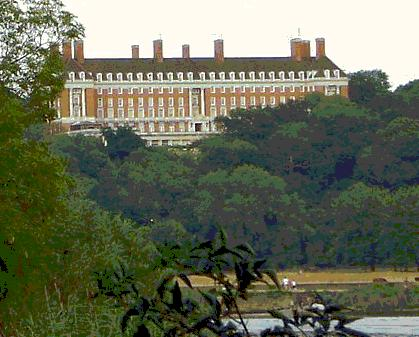
Das frühere Royal Star and Garter Home für behinderte ehemalige Soldaten auf der Kuppe des Hügels.

Richmond Hill in Richmond, London ist ein Hügel, der sich an seiner Nordseite sanft von der Themse erhebt. Er erstreckt sich vom Ort des Richmond Palace bis zum Richmond Gate des Richmond Park, dem ehemaligen königlichen Jagdgebiet, das Charles I anlegte. Der Hügel fällt in südwestlicher Richtung deutlich zum Fluss ab, in südlicher und östlicher Richtung ist die Erhebung weniger ausgeprägt.
Der Hügel besitzt den einzigen Ausblick in England, der nach dem umstrittenen Verkauf von Glover’s Island von einem Gesetz, dem Richmond, Petersham and Ham Open Spaces Act aus dem Jahr 1902 geschützt wurde. Das Gesetz schützt das Land des Hügels und seine unmittelbare Umgebung, um den Ausblick nach Westen und Süden zu erhalten. Der Blick wurde von Joshua Reynolds und J.M.W. Turner gemalt. Walter Scott beschrieb ihn als eine unübertroffene Landschaft.
Das Panorama kann man vom Terrace Walk aus sehen, der nahe der Kuppe des Hügels im 18. Jahrhundert angelegt wurde. Der Weg führt oberhalb der Terrace Gardens  entlang, die genauso wie der Weg Grade II* geschützte Baudenkmäler sind.
Nachdem Henry VII. den Richmond Palace gebaut hatte, entwickelte sich der Ort Richmond. Richmond Hill zog durch seine Lage viel Aufmerksamkeit auf sich und wurde mit eindrucksvollen Häusern bekannter Eigentümer bebaut.
Die ersten Häuser, wurden auf dem Hügel dort gebaut, wo sich heute The Vineyard erstreckt. Zu diesen Häusern gehören Clarence House, Halford House, Michel’s Almshouses und das Vineyard House.
Eine Straße, die von Richmond nach Südosten bis zum Gipfel des Hügel führt, trägt ebenfalls den Namen Richmond Hill.